# 1886 en Grèce
Chronologie de la Grèce
- 1882
- 1883
- 1884
- 1885
- 1886
- 1887
- 1888
- 1889
- 1890

Cette page concerne les évènements survenus en 1886 en Grèce  :

## Évènement
- Mission militaire française en Grèce (1884-1887)
- Mission navale française en Grèce (1884-1890)
- 27 août : Séisme du Péloponnèse (en) (bilan : 326–600 morts)

## Création
- Filodimos (en), quotidien.
- Musée d'anthropologie (université d'Athènes) (en)
- Peloponnisos (en)

## Naissance
- Éric Allatini, écrivain.
- Konstantínos Goulimís (el), botaniste.
- Alex Madis, acteur.
- Dimitrios Vergos (en), lutteur.

## Décès
- Dimítrios Dimitréssas (el), militaire.
- Aléxandros Galigális (el), militaire.
- Emmanouíl Giannópoulos (el), économiste et personnalité politique.
- Iraklís Giatagánas (el), militaire.
- Zinóvios Válvis, personnalité politique.